# Franz Garenfeld
Franz Garenfeld (* 6. Juni 1775 in Odenspiel; † 11. September 1824 in Gummersbach) war ein preußischer Verwaltungsbeamter und Landrat der Kreise Homburg und Gimborn.

## Leben
Der Protestant Franz Garenfeld wurde als Sohn des im Jahr 1801 verstorbenen Pfarrers und Inspektors (Assessors) Johann Peter Garenfeld und der Maria Catharina Garenfeld, geb. Wilhelmi geboren. Zum Zeitpunkt seiner Heirat mit Friederike Abel im Sommer 1808 war er als Gräflich von Wallmodischer Rentmeister in Gimborn beschäftigt. Die Familie von Wallmoden war von 1781 bis 1813 im Besitz von Schloss Gimborn. Mit dem 10. Mai 1816 wurde Garenfeld dann der erste und einzige Landrat des neugebildeten Kreises Gimborn. Seit November 1818 verwaltete er, nach dem Tod des dortigen Landrates Carl Ludwig Ferdinand Pollmann, den Verwaltungsbezirk Homburg in Personalunion mit. Zuvor hatte der Fürst von Sayn-Wittgenstein-Berleburg seine Zustimmung unter dem Vorbehalt erteilt, das Garenfeld alle Schriftstücke, die sich auf Homburg bezogen, als „Landrat der Kreise Gimborn und Homburg“ unterzeichnet. Mit der Verlegung der zuvor zwei Amtssitze im Februar 1819 nach Gummersbach wurde praktisch der Kreis gleichen Namens geschaffen. Die förmliche Errichtung desselben, durch Vereinigung der Kreise Gimborn und Homburg, erfolgte erst fünf Monate nach dem Tod Garenfelds mit Kabinettsorder vom 17. Februar 1825.